# Viry-Noureuil
Viry-Noureuil és un municipi francès situat al departament de l'Aisne i a la regió dels Alts de França. L'any 2007 tenia 1.913 habitants.

## Demografia

### Població
El 2007 la població de fet de Viry-Noureuil era de 1.913 persones. Hi havia 739 famílies de les quals 187 eren unipersonals (75 homes vivint sols i 112 dones vivint soles), 216 parelles sense fills, 282 parelles amb fills i 54 famílies monoparentals amb fills.
La població ha evolucionat segons el següent gràfic:
Habitants censats

### Habitatges
El 2007 hi havia 813 habitatges, 760 eren l'habitatge principal de la família, 10 eren segones residències i 44 estaven desocupats. 780 eren cases i 30 eren apartaments. Dels 760 habitatges principals, 618 estaven ocupats pels seus propietaris, 131 estaven llogats i ocupats pels llogaters i 11 estaven cedits a títol gratuït; 12 tenien una cambra, 27 en tenien dues, 81 en tenien tres, 199 en tenien quatre i 440 en tenien cinc o més. 546 habitatges disposaven pel capbaix d'una plaça de pàrquing. A 307 habitatges hi havia un automòbil i a 379 n'hi havia dos o més.

### Piràmide de població
La piràmide de població per edats i sexe el 2009 era:
| Homes | Edats   | Dones |
| ----- | ------- | ----- |
| 0     | 95 o +  | 0     |
| 0     | 90 a 94 | 4     |
| 4     | 85 a 89 | 16    |
| 1     | 80 a 84 | 4     |
| 37    | 75 a 79 | 30    |
| 22    | 70 a 74 | 59    |
| 43    | 65 a 69 | 42    |
| 51    | 60 a 64 | 30    |
| 26    | 55 a 59 | 29    |
| 32    | 50 a 54 | 60    |
| 98    | 45 a 49 | 61    |
| 92    | 40 a 44 | 102   |
| 65    | 35 a 39 | 83    |
| 59    | 30 a 34 | 43    |
| 49    | 25 a 29 | 32    |
| 36    | 20 a 24 | 59    |
| 103   | 15 a 19 | 66    |
| 79    | 10 a 14 | 65    |
| 54    | 5 a 9   | 45    |
| 44    | 0 a 4   | 31    |

## Economia
El 2007 la població en edat de treballar era de 1.284 persones, 895 eren actives i 389 eren inactives. De les 895 persones actives 814 estaven ocupades (445 homes i 369 dones) i 82 estaven aturades (49 homes i 33 dones). De les 389 persones inactives 132 estaven jubilades, 125 estaven estudiant i 132 estaven classificades com a «altres inactius».

### Ingressos
El 2009 a Viry-Noureuil hi havia 723 unitats fiscals que integraven 1.921 persones, la mediana anual d'ingressos fiscals per persona era de 18.542 €.

### Activitats econòmiques
Dels 63 establiments que hi havia el 2007, 1 era d'una empresa alimentària, 4 d'empreses de fabricació d'altres productes industrials, 7 d'empreses de construcció, 26 d'empreses de comerç i reparació d'automòbils, 6 d'empreses d'hostatgeria i restauració, 1 d'una empresa financera, 4 d'empreses immobiliàries, 6 d'empreses de serveis, 4 d'entitats de l'administració pública i 4 d'empreses classificades com a «altres activitats de serveis».
Dels 15 establiments de servei als particulars que hi havia el 2009, 5 eren tallers de reparació d'automòbils i de material agrícola, 1 taller d'inspecció tècnica de vehicles, 1 paleta, 1 guixaire pintor, 1 lampisteria, 1 electricista, 2 perruqueries, 2 restaurants i 1 agència immobiliària.
Dels 12 establiments comercials que hi havia el 2009, 1 era, 1 un supermercat, 1 una botiga de menys de 120 m², 1 una peixateria, 1 una llibreria, 1 una botiga d'equipament de la llar, 2 botigues de mobles, 2 drogueries, 1 una perfumeria i 1 una joieria.
L'any 2000 a Viry-Noureuil hi havia 15 explotacions agrícoles que ocupaven un total de 1.188 hectàrees.

## Equipaments sanitaris i escolars
L'únic equipament sanitari que hi havia el 2009 era una farmàcia.
El 2009 hi havia 2 escoles elementals.

## Poblacions més properes
El següent diagrama mostra les poblacions més properes.